# Caronte (mitología)

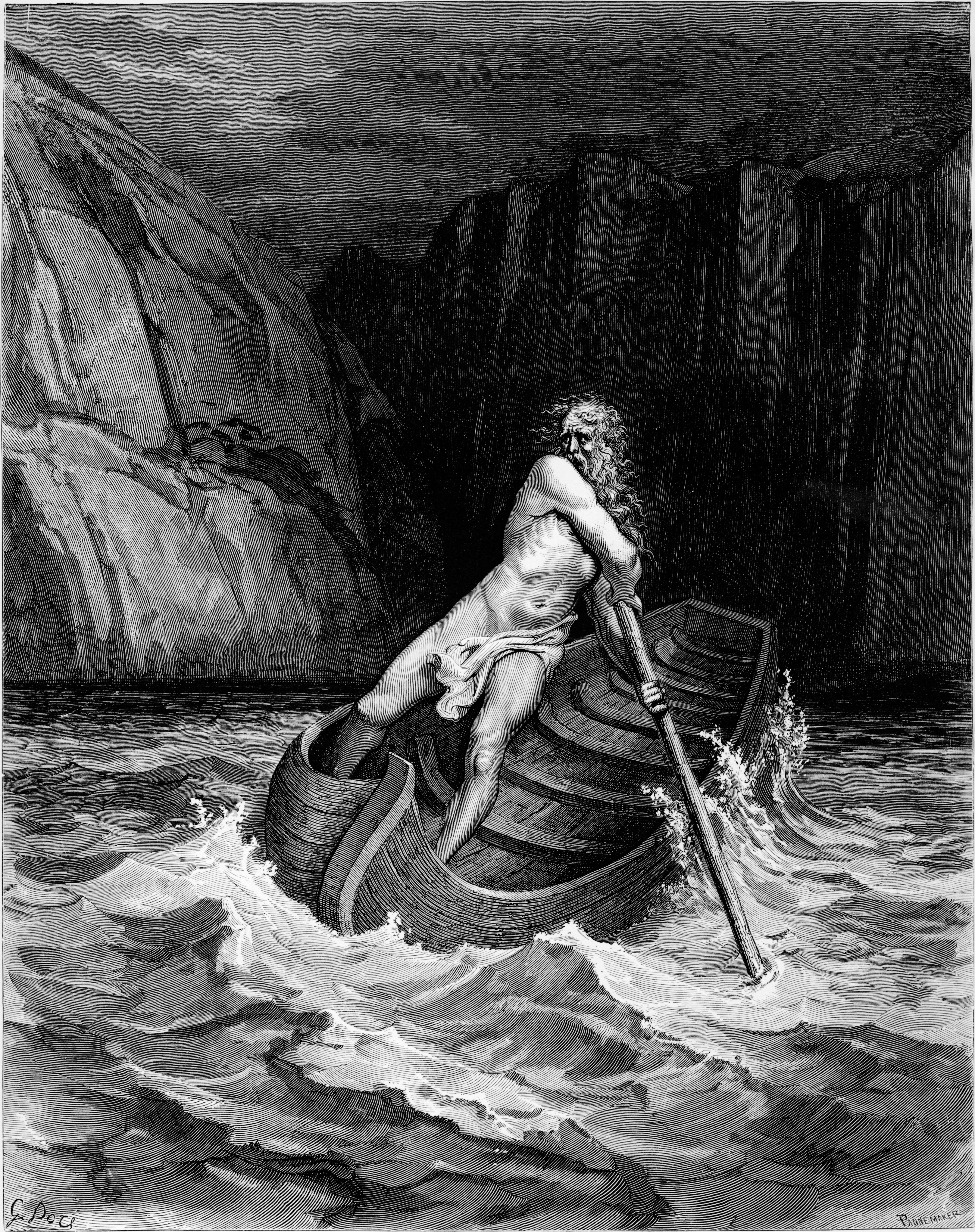
Caronte, ilustración de Gustave Doré para La divina comedia de Dante.

En la mitología griega, Caronte o Carón (en griego antiguo: Χάρων, -ονος; latín: Chăro(n), -ōnis o -ontis; ‘alegría’, o bien ‘resplandor violento’) es el barquero del inframundo con aspecto de anciano. Era un marinero y un psicopompo encargado de guiar las sombras errantes de los difuntos recientes de un lado al otro del Estigia o el Aqueronte. Lo mencionan especialmente las fuentes latinas, incluyendo Virgilio y Luciano, pero ya aparece en textos de autores griegos tempranos, como Aristófanes o Eurípides. Como era de esperar, Caronte es hijo de la Noche y Érebo.

## En los mitos

### Travesía por el inframundo
En total, Caronte cruzaba los ríos Estigia, Cocito, Aqueronte y Flegetonte. Aristófanes dice que Caronte, en sus viajes, podía ver «esa roca de corazón negro (que surge de las corrientes) de la Estigia y los acantilados del Aqueronte del que fluye sangre». Estos ríos constituían una barrera natural que separaba el mundo de los vivos del mundo de los muertos. En la mayoría de las fuentes se trata del Estigia como sugiere Virgilio, Pausanias y más tarde Dante. En Las ranas se dice que Caronte llega hasta la llanura del Leteo, el paradero de Cerbero y el cabo Ténaro, donde se ubica una de las entradas que conducen a las profundidades del los dominios de Hades.

### El óbolo
Dice Luciano que los familiares del difunto introducían en la boca de cada muerto una moneda de poca cantidad, el óbolo, porque pensaban que era el flete para Caronte. Esta es la razón por la que en la antigua Grecia los cadáveres se enterraban con una moneda bajo la lengua —ninguna fuente dice que el óbolo se sitúe en los ojos. Esta costumbre fue importada, posteriormente, en la antigua Roma, y tiene su paralelo en la mitología etrusca, que precedió a la latina.  Se dice en la Eneida que los muertos que no podían pagar, o los que no habían recibido ritos funerarios adecuados, tenían que vagar por las orillas cercanas del río Estigia durante cien años antes de que se les permitiera cruzar el río. Caronte era cruel con aquellos que transportaba y no diferenciaba ni reyes, ni príncipes, ni plebeyos en la muchedumbre. A todos los veía por igual, desnudos ante él, despojados de sus bienes materiales. De hecho en Las ranas se muestra a Caronte escupiendo insultos sobre la gente obesa. Sin embargo algunos dicen que los griegos llamaban a esta moneda danakē y no óbolo. Otros dicen que Caronte cobraba dos óbolos o incluso tres, en el caso de los generales atenienses, que estaban obligados a igualarse con la muchedumbre y por eso los antiguos pensaban que a Caronte le movía la avaricia y el deseo de dinero.

### Caronte y los héroes
Se dice que Caronte hizo pasar a algunos vivos al inframundo, entre ellos Hércules, Ulises, Orfeo, Eneas y Teseo. En el único mito en el que participa, asociado con la catábasis de Orfeo, es el de la captura de Cerbero a manos Heracles en el último de sus doce trabajos. Caronte no permitía que los vivos viajan en su embarcación y los rechazaba violentamente, pero debido al temor que sentía por el héroe lo transportó voluntariamente. Se desconocen los verdaderos motivos por los que dejó pasar a Heracles, pero a causa de ello Caronte fue encarcelado un año bajo la acusación de haberle dejado pasar sin haber obtenido el pago habitual exigido a los vivos: una rama de oro que proporcionaba la sibila de Cumas. Virgilio narra en la Eneida el descenso de Eneas a los Infiernos acompañado de dicha sacerdotisa. Otro mortal que logró «cruzar dos veces victorioso el Aqueronte» fue Orfeo, quien encantó a Caronte y a Cerbero para traer de vuelta al mundo a su amada muerta, Eurídice, a quien perdió definitivamente en su viaje de vuelta. Teseo y Pirítoo en un principio no encontraron la barca de Caronte en el embarcadero pero sí viajaron con él. Psique, como narra Apuleyo, también logró hacer el viaje de ida y vuelta estando viva.

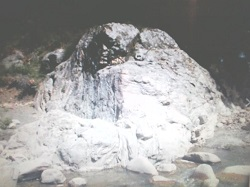
Roca sagrada que sugiere a Caronte con el alma de un difunto en Caronia

## Menciones ulteriores
Homero y Hesíodo no hacen ninguna referencia al personaje. La primera mención de Caronte en la literatura griega parece ser en la Miníada, un poema perdido citado por Pausanias: «allí la barca, en la que montan los muertos, que el viejo barquero Caronte acostumbraba a conducir».  Dicho poema atribuye a la leyenda de Caronte un origen egipcio, como confirma Diodoro Sículo. Los etruscos mencionan también a un Caronte (Charun) que acompañaba a Marte a los campos de batalla. 

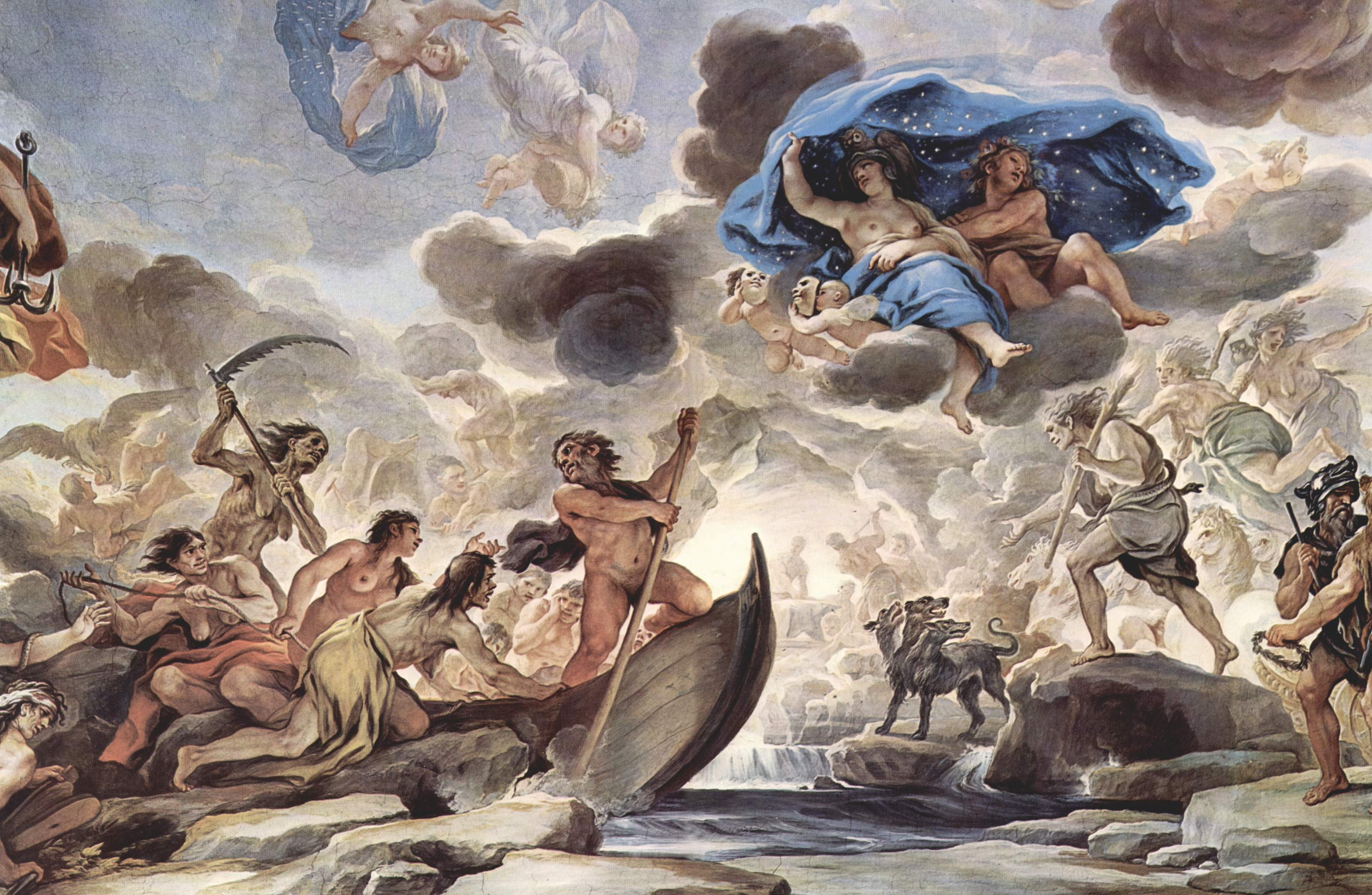
La barca de Caronte, Sueño, Noche y Morfeo, por Luca Giordano.

Dante Alighieri incorporó a Caronte en el Infierno de La divina comedia. Aquí era el mismo que su equivalente griego, pagándosele un óbolo para cruzar el Aqueronte. Es el primer personaje con nombre que Dante encuentra en el infierno. Caronte, la principal luna de Plutón, ha sido así denominada en honor al dios subterráneo; los otros satélites también llevan nombres en concordancia, como son Nix, Hidra, Cerbero o Estigia.

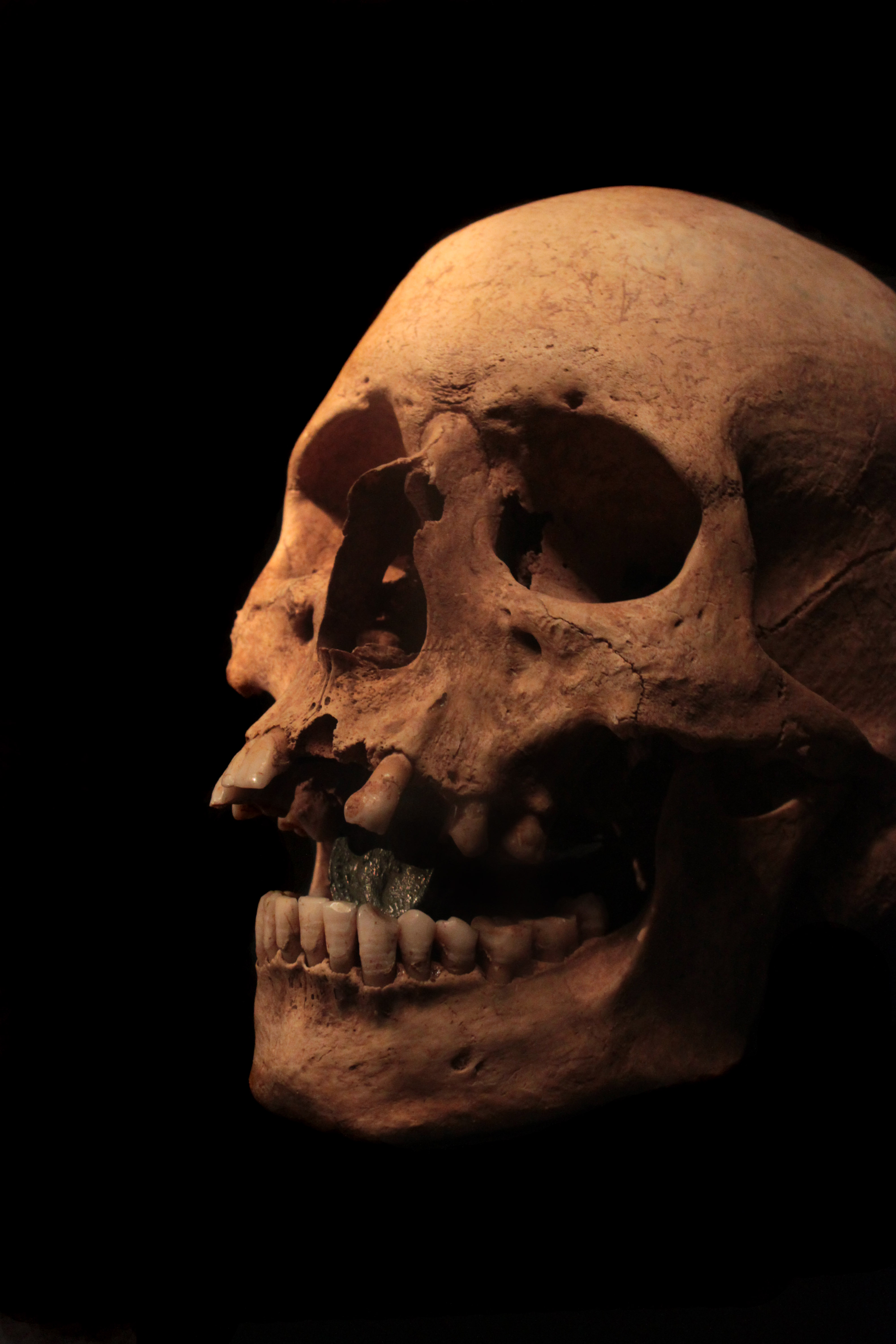
Cráneo con dupondio del. como pago a Caronte.

## Apariencia
Séneca, en La locura de Hércules, describe a Caronte como un anciano vestido con ropas sucias, de mejillas demacradas y barba desaliñada, un barquero feroz que guía su embarcación con una larga pértiga. Caronte es frecuentemente representado en el arte de la Antigua Grecia en jarrones funerarios de los siglos V y IV a. C. que a menudo están decorados con escenas de muertos en su barca. En los primeros jarrones, parece un tosco y descuidado marinero ateniense vestido de color marrón rojizo, tomando el palo de su barca con la mano derecha y usando la izquierda para recibir al muerto. Algunas veces aparece Hermes como psicopompo. En los jarrones más recientes, se le da una apariencia y conducta más amable y refinada. Polignoto pintó a Caronte como un anciano.
En el siglo I a. C. el poeta romano Virgilio describe a Caronte en el viaje de Eneas, en el descenso al inframundo, después de que Sibila de Cumas mandó al héroe la rama dorada, que le permitiría volver al mundo de los vivos.

Guarda aquellas aguas y aquellos ríos el horrible barquero Caronte, cuya suciedad espanta; sobre el pecho le cae desaliñada luenga barba blanca, de sus ojos brotan llamas; una sórdida capa cuelga de sus hombros, prendida con un nudo: él mismo maneja su negra barca con un garfio, dispone las velas y transporta en ella los muertos, viejo ya, pero verde y recio en su vejez, cual corresponde a un dios.
Virgilio, Eneida VI, 297-303, según la traducción de Eugenio de Ochoa (1815-1872)

## Genealogía
La mitología clásica no hace referencia a la filiación de Caronte, no obstante, en un texto dudoso y corrupto del Léxico de Hesiquio a Caronte parece que se le hace un Acmónida. Pudiera tener relación con el Acmón de la cosmogonía de Alcmán. Esta asociación con dioses primordiales fue la que refirió, fuera de la cultura clásica, Boccaccio. En la Genealogia de los dioses paganos se dice que Caronte es uno de los veintiún hijos de Érebo. Fulgencio ya se hace eco de la similitud de los nombres entre «Χάρων» (Carón) y «Χρόνος» (Crono), y de lo que conlleva. Natale Conti también nos dice que era hijo de Nix y Érebo, como todos los monstruos del infierno.